# Tuamotuliest
Der Tuamotuliest (Todiramphus gambieri) ist eine seltene Eisvogelart, die auf den Gambierinseln und im Tuamotu-Archipel vorkommt.

## Beschreibung
Der Tuamotuliest erreicht eine Länge von 20 Zentimetern. Kopf und Nacken sind cremefarben verwaschen. Der Oberkopf zeigt einen Flecken aus blauen Federn. Die Stirn ist cremeweiß. Über den Nacken verläuft ein breites Band. Die Ohrendecken sind dunkelblau. Kinn und Unterseite sind weiß. Über der Oberbrust verläuft ein rötlichbraunes Band. Mantel, Rücken, Bürzel, Flügel und Schwanz sind blau. Der Schnabel ist schwarz. Sein Alarmruf besteht aus einem ki-ki-ki-ki.

## Lebensweise
Der Tuamotuliest brütet zwischen September und Januar. Die Nisthöhle wird in morschen Stämmen von Kokospalmen errichtet. Seine Nahrung besteht aus Käfern und kleinen Eidechsen.

## Status
Der Tuamotuliest war einst in zwei Unterarten auf Niau im Tuamotu-Archipel und auf Mangareva in den Gambierinseln heimisch. Die Nominatform T. g. gambieri von Mangareva ist vermutlich schon vor 1922 ausgestorben. Die Unterart T. g. niauensis von der Insel Niau hatte 1974 eine Population von etwa 400–600 Exemplaren. Im Jahre 1990 noch relativ häufig, nahm der Bestand so stark ab, dass man 2003/2004 nur noch zwischen 40 und 50 Exemplare zählte. Eine Suchaktion im Zeitraum 2006/2007 ergab jedoch wieder einen Bestand von über 200 Exemplaren. Als Hauptgründe für den Rückgang des Tuamotuliests werden Ratten und die Zerstörung der Nistbäume durch Rodung und Tropenstürme angesehen.